# حسين أباد (دهسرد)
حسین أباد (بالفارسية: حسین‌آباد) هي منطقة سكنية تقع في إيران في كرمان.